# كاسيو ويف سيبتور

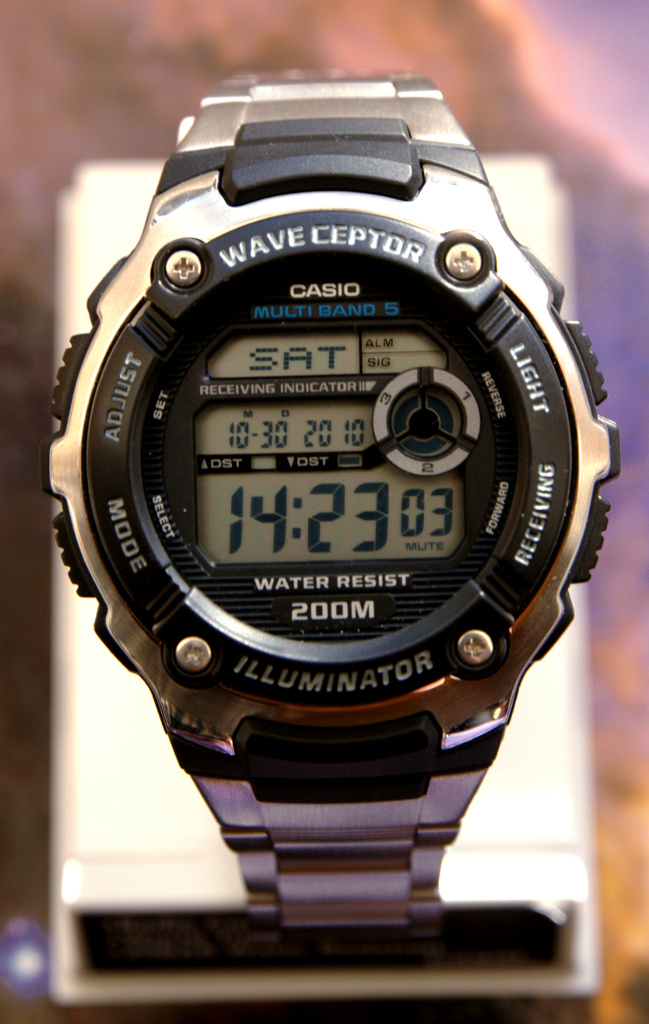
ساعة Casio Wave Ceptor WV-200DE. ويعمل نظام Multi-Band 5 على استقبال إشارات معايرة الوقت من خمسة أبراج راديو في العالم

سلسلة ويف سيبتور (وتكتب WAVE CEPTOR أو WaveCeptor ) هي عبارة عن مجموعة من الساعات ذات التحكم الموجي أنتجتها كاسيو، وتتزامن ساعات ويف سيبتور مع إشارات راديو الوقت التي تبثها مختلف خدمات الوقت الحكومية حول العالم. وتنقل هذه الإشارات الوقت المقاس بالساعات الذرية بدقة تصل إلى ثانية واحدة في ملايين السنين. وتحقق ساعات ويف سيبتور دقة عالية من خلال المزامنة اليومية مع هذه الإشارات، حيث تستخدم بلورة كوارتز للحفاظ على الوقت بين عمليات المزامنة. وتعمل بعض ساعات التحكم الموجي بما في ذلك بعض طرازات ويف سيبتور بالطاقة الشمسية مدعومة ببطارية قابلة لإعادة الشحن.  وتختلف أشكال عرض الطرازات من رقمي بالكامل وتناظري إلى تناظري رقمي. وتدعم بعض الطرز الحديثة الموصوفة بمستقبلات الموجات الهجينة، نظام تحديد المواقع العالمي ( GPS ) للحصول على معلومات حول الوقت والموقع بالإضافة إلى إشارات البث. 
ولا تتطلب الساعات ذات التحكم الموجي أي ضبط للوقت أو التاريخ أو تعديلات التوقيت الصيفي، وذلك لأنها تقوم بالمزامنة التلقائية عدة مرات كل ليلة.  وبدون التزامن تكون ويف سيبتور مثل ساعات الكوارتز التجارية الأخرى، تبلغ دقتها عادةً ± 15 ثانية شهريًا. ويضمن التزامن اليومي دقة 500 مللي ثانية .
وتحتوي معظم ساعات ويف سيبتور على مؤشر يوضح ما إذا كانت إشارة الوقت قوية بما يكفي لتصحيح الوقت المحدد، ويختلف عدد أجهزة الاستقبال التي يمكن للساعات التزامن معها وفقًا لطراز الساعة، إذ يمكن ضبط معظم الساعات الحالية على أي من أبراج إشارات الوقت العديدة حول العالم، ويبلغ نطاق الاستقبال المزعوم في أوروبا حوالي 1500 كيلومتر.

## المواقع
تتزامن ساعات كاسيو مع إشارات راديو الوقت من واحد أو أكثر من ستة أجهزة إرسال إشارات ذات تردد منخفض، وإشارات 60 كيلو هرتز من أجهزة إرسال مختلفة غير متوافقة مع بعضها البعض، والساعة المصممة لـ WWVB فقط لا يمكنها استقبال MSF.
اليابان
يمكن للساعات استقبال إشارات من جهازي إرسال JJY :
- إشارة 40 كيلو هرتز من جبل أوتاكادويا بالقرب من فوكوشيما أوهتاكادوياياما.
إشارة 60 كيلو هرتز من مرسل Haganeyama في جبل Hagane Haganeyama.
الصين
تستقبل الساعات إشارة 68 كيلوهرتز من BPC في شانغكيو .
الولايات المتحدة
تتلقى الساعات إشارة 60 كيلو هرتز من WWVB في فورت كولنز .
المملكة المتحدة
تستقبل الساعات 60 كيلو هرتز MSF في أنثورن .
ألمانيا
تستقبل الساعات 77.5 كيلو هرتز DCF77 في مينفلينجن .
وعلى سبيل المثال، يمكن لمستقبلات كاسيو ويف التي تستخدم النموذجين 3353 و 3354 مثل طراز WVA-440 ضبط الإشارات من كل من DCF77 (ألمانيا) و MSF (المملكة المتحدة). ويستخدم النموذجان الفرعيان نفس وحدة الإلكترونيات، ولكن مع وصلة ربط ملحومة تختار الضبط التفضيلي أولاً إلى DCF77 أو MSF. وهذا هو السلوك الافتراضي بعد إعادة ضبط المصنع؛ حيث يمكن للمستخدم اختيار استخدام أي من جهازي الإرسال مع أي وحدة، على الرغم من أن هذه الحدود تستخدم عند السفر داخل أوروبا. 

## تقنية (Multi-Band 6)

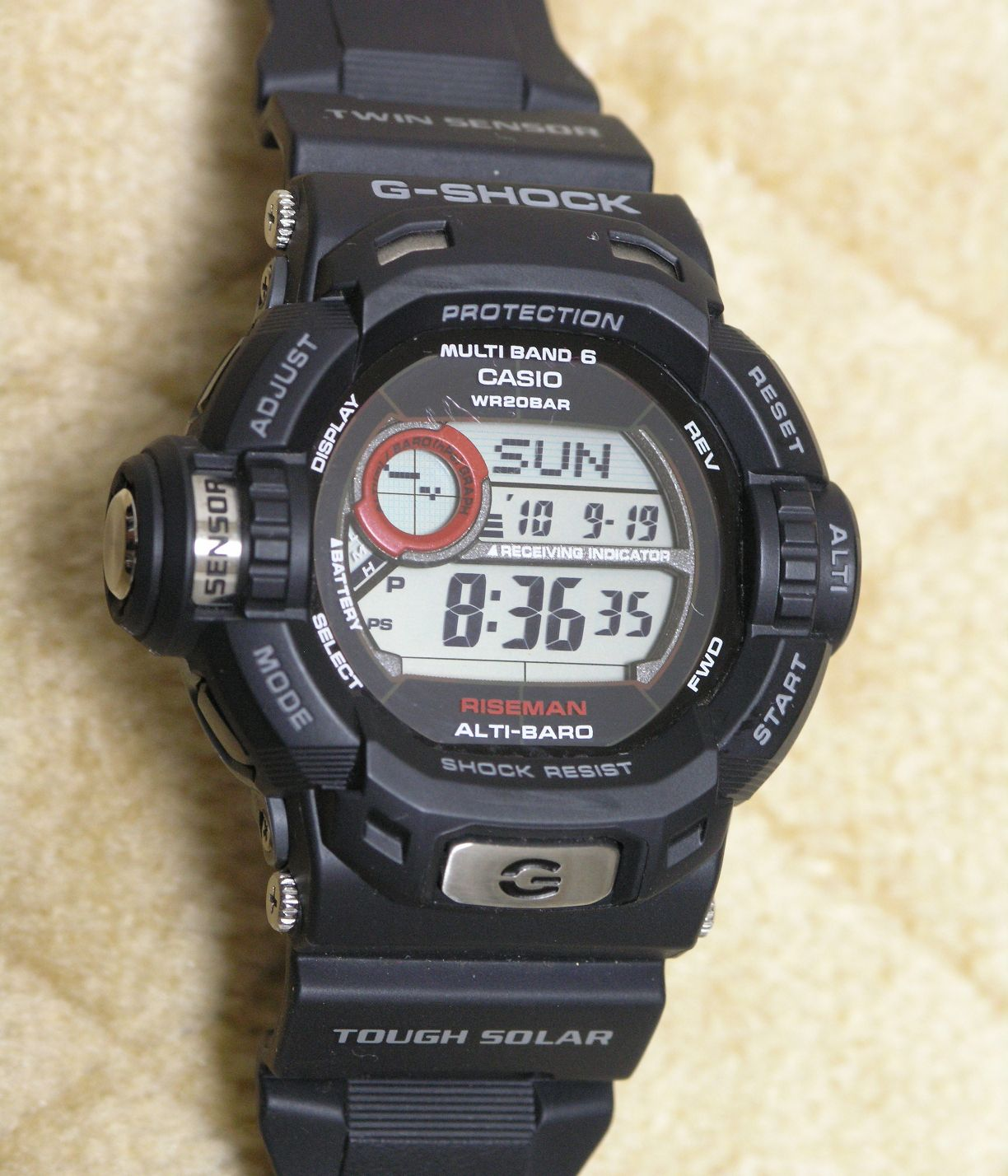
ساعة كاسيو G-Shock GW-9200J Riseman التي تحتوي على تقنية Multi-band 6

يمكن لساعات كاسيو التي تحتوي علو تقنية Multi-Band 6 التزامن مع أي من الإشارات الست لأبراج الراديو ذات التردد المنخفض.   وتحتوي بعض ساعات كاسيو جي-شوك على تقنية Multi-Band 6. في حين أن نظام Multi-Band 5 السابق لم يستطع استقبال إشارة برج الراديو الصيني.

## ساعات ذات تحكم موجي أخرى
يصنع المصنعون اليابانيون سيكو وسيتيزن والمصنع الألماني جانغينز أيضًا ساعات يتم التحكم فيها عن طريق الراديو.

## روابط خارجية
- الموقع الرسمي
- Description of radio watch technology Casio website
- Manuals نسخة محفوظة 4 سبتمبر 2014 على موقع واي باك مشين. for Casio watches